# إلفين جاي كاسيل
إلفين جاي كاسيل (بالإنجليزية: Elvin J. Cassell)‏ هو مدير فني أمريكي، ولد في 3 ديسمبر 1896، وتوفي في 1 أغسطس 1970.